# I verdi pascoli del Wyoming
I verdi pascoli del Wyoming (Green Grass of Wyoming) è un film del 1948 diretto da Louis King.
È un western statunitense con Peggy Cummins, Charles Coburn, Robert Arthur, Lloyd Nolan e Burl Ives che segue le avventure della famiglia McLaughlin che vive in un ranch nel Wyoming. Segue a Il figlio del fulmine (1945) e Flicka (1943). È basato sul romanzo del 1946 Green Grass of Wyoming di Mary O'Hara, il terzo libro della popolare trilogia di Flicka. Il film è anche il secondo in cui compare la futura stella del cinema Marilyn Monroe, seppure in un ruolo da comparsa.

## Trama
Wyoming, primi anni del XX secolo. Le famiglie Greenway e McLaughlin si dedicano all'agricoltura e all'allevamento dei cavalli, con i quali partecipano a locali gare di trotto. Tra i due clan scoppia una inevitabile rivalità, che il matrimonio fra un ragazzo e una ragazza di opposte fazioni riuscirà a stemperare.

## Produzione
Il film, diretto da Louis King su una sceneggiatura di Martin Berkeley e un soggetto di Mary O'Hara, fu prodotto da Robert Bassler per la Twentieth Century Fox e girato a Lancaster, in Ohio, nellio Utah e nel Wyoming, da inizio giugno a metà agosto 1947. Un titolo alternativo fu Mary O'Hara's Green Grass of Wyoming. Il direttore della fotografia fu Charles G. Clarke che fu candidato agli Oscar alla miglior fotografia.

## Distribuzione
Il film fu distribuito con il titolo Green Grass of Wyoming negli Stati Uniti nel giugno 1948 (première a Lancaster il 26 maggio 1948) al cinema dalla Twentieth Century Fox.
Altre distribuzioni:
- in Svezia il 9 agosto 1948 (Åskmolnet och juvelen)
- in Australia il 26 agosto 1948
- in Portogallo il 9 agosto 1949 (Alma Selvagem)
- in Danimarca il 28 marzo 1952 (De grønne vidders land)
- in Finlandia il 22 agosto 1952 (Ukkospilvi)
- in Brasile (Os Prados Verdes e Verdes Campos de Wyoming)
- in Italia (I verdi pascoli del Wyoming)
- in Norvegia (Grønne gressganger)
- in Norvegia (Travkongen)
- in Venezuela (Los verdes pastos de Wyoming)

## Critica
Secondo il Morandini il film è "modesto e decoroso" ed è indirizzato in particolare ad un target familiare ed agli appassionati di cavalli. L'interpretazione di Coburn viene definita insolita.

## Promozione
Le tagline sono:
- ADVENTURE towering above the majestic Rockies! (original ad)
- The Rolling Green Range Rings with the Excitement of the Greatest Adventure the New West Has Given the Screen! (original ad)